# Dienst Hacke-Elsinga
De Dienst Hacke-Elsinga was een anticommunistische inlichtingendienst die vlak na de oorlog werd opgericht als voortzetting van de christelijke verzetsgroep José.
In 1947 richtte oud-verzetsman Tjerk Elsinga samen met de directeur-generaal voor de arbeid Aart Hacke, die eveneens een oud-verzetsman was, een particuliere inlichtingendienst op, die de Dienst Hacke-Elsinga werd genoemd, maar ook wel Dienst José. De Dienst nam voornamelijk mensen in dienst die tijdens de oorlog als lid van een knokploeg roofovervallen ter zelfverrijking hadden gepleegd, zwarthandelaars, collaborateurs en politiemannen die nauw met de Duitsers hadden samengewerkt en daarvoor na de oorlog waren ontslagen. De Belgische voormalige SS'er Pierre Sweerts kreeg een leidinggevende rol bij de activiteiten.
De Dienst is kort daarop overgegaan in de particuliere inlichtingendienst Stichting Opleiding Arbeidskrachten Nederland.